# التعافي من كف البصر
التعافي من كف البصر : هو ظاهرة اكتساب الشخص المكفوف القدرة على الرؤية، عادة نتيجة العلاج الطبي. كتجربة افتراضية، عادة ما يشار إلى هذه الظاهرة باسم مشكلة مولينو. تم توثيق أول حالة بشرية تم نشرها في عام 1728 من قبل الجراح وليام تشيسيلدين. يعاني المرضى الذين تعافو من كف البصر بشكل كبير من الإدراك الحسي في إدراكهم البصري.
غالبا ما تقدم هذه الظاهرة التجريبية باعتبارها تجربة افتراضية من اجل وصف المعرفة المكتسبة من الحواس المختلفة. 
تكهن جون لوك وهو فيلسوف من القرن الثامن عشر أنه إذا استعاد شخص كفيف الرؤية، فلن يربط في البداية الصورة الذهنية التي طورها للشكل بالصورة المرئية لهذا الشكل. 
طُرح عليه سؤال من قبل الفيلسوف ويليام مولينو، الذي كانت زوجته كفيفة:
لنفترض ان رجلا ولد كفيف، والان هو شخص بالغ وتعلم من خلال اللمس التمييز بين المكعب والكرة من نفس المعدن ومتشابهان بالحجم، وبالتالي يتعرف عليهما باستخدام حاسة اللمس. 
لنفترض بعد ذلك أننا وضعنا المكعب والكرة على الطاولة فهل سيتعرف عليهما الكفيف باستخدام حاسة البصر دون ان يلمسهما وتحديد أيهما المكعب وأيهما 
الكرة. 
كانت إجابة هذا الفيلسوف: ' لا. على الرغم من أن هذا الشخص حصل على خبرة لمسية سابقة للتعرف على الكرة والمكعب، الا انه لن يتمكن من نقل هذه الخبرة اللمسية والتعرف على الأشياء بصرياً.

و ظهرت نظرية جديدة للرؤية لجورج بيركلي عام 1709 وتفترض إلى أنه لا توجد ارتباط بين العالم الملموس والعالم المرئي - وأنه لا يمكن إقامة ارتباط بينهما إلا على أساس الخبرة 
و افترض:
الأشياء التي يتم إدراكها وتكوين مفهومها عن طريق اللمس تختلف عن 
الصورة المرئية لهذه الاشياء 
(القسم 95).. 
هذه التجربة كانت تجربة افتراضية في ذلك الوقت تلخص الجدل بين العقلانية والتجريبية ;اَي الاختلاف بين المعرفة التي نكتسبها من العقل والخبرة. 

## الحالات المبكرة
```
هناك العديد من الحالات والمعلومات عن الظاهرة تسبق أول حالة موثقة، بما في ذلك حالة وثقت عام 1020، لرجل يبلغ من العمر ثلاثين عامًا تم إجراؤها في شبه الجزيرة العربية.2 قبل أول حالات بشرية معروفة، تم إجراء بعض الاختبارات لتربية الحيوانات في الظلام، لحرمانهم من الرؤية لأشهر أو سنوات، ثم اكتشفوا ما يرونه عند اخراجهم للضوء. ووجد تدهور سلوكي واضح في مثل هذه التجارب. ولكن ربما يكون ذلك بسبب تدهور الشبكية. أول حالة موثقة ومنشورة ومعروفة للتعافي من كف البصر هي في عام 1728، لطفل كفيف يبلغ من العمر 13 عامًا وثقها ويليام تشيسيلدين. وقدم حالة مشهورة لصبي في الثالثة عشرة من عمره الذي استعاد بصره بعد إزالة العدسات بسبب مرض الماء الأبيض أو إعتام العدسة الولادي. وقد واجه هذا الصبي صعوبات شديدة بالإدراك البصري. 
```

وصف تشيسيلدين هذه الخالة بقوله: 
عندما رأى لأول مرة، كان غير قادر على التعرف على المسافات، حيث كان يعتقد بأن كل شيء يحيط به يلمس عينيه (كما عبر عن ذلك)، ولم يكن يعتقد أن أي شيء مقبول الا الاشياء الناعمة والمنتظمة، كما انه لم يتمكن من يتعرف على شكلها، أو حجمه؛ ولكنه تعرف عليها بشعوره وإحساسه وتوقعه. 
51 .
تمت مراجعة 66 حالة مبكرة من المرضى الذين خضعوا لعمليات الماء الأبيض من قبل ماريوس فون سيندن الألماني في كتابه عام 1932، والذي تمت ترجمته لاحقًا إلى الإنجليزية تحت عنوان الفضاء والبصر. يناقش في هذا الكتاب فون سيندن بأن الأشكال والأحجام والأطوال والمسافات يصعب على المكفوفين الحكم عليها لفترة بعد العملية. .

## أمثلة ودراسات حالة
'

• فيرجيل: 
```
في كتابه، عالم الأنثروبولوجيا على المريخ (1995)، يروي عالم الأعصاب 
أوليفر ساكس
 قصة فيرجيل، الرجل الذي عانى من كف بصر حتى أجرى عملية جراحية لاستبدال عدسة العين نتيجة للماء الأبيض في سن 50. كان سلوك فيرجيل بعد العملية هو سلوك الشخص «المكفوف عقليًا» - شخص يرى ولكن لا يستطيع فك شفرة؛ كان يتصرف وكأنه لا يزال كفيف. وعانى فيرجيل من الارتباك، ثم اصابه الاكتئاب.
```

• سيدني برادفورد:
في عام 1974، وصف ريتشارد جريجوري حالة المريض سيدني برادفورد، البالغ من العمر 52 عامًا والذي استعاد القدرة على الرؤية بعد إجراء عملية ترقيع القرنية في كلتا العينين. لم يتم إبلاغ أخصائي نفسي تجريبي بالحالة إلا بعد إجراء العملية. كانت عمليته قادرة على الكشف عن اسرار النظام البصري البشري. على سبيل المثال، فقد برادفورد الرؤية مبكرا، ولم يدرك مكعب نيكر. كما أنه لم يكن قادرًا على فهم الأشكال ثنائية الابعاد. ومع ذلك، كان بإمكانه التعرف بدقة على المسافة بين الأشياء في نفس الغرفة، والتي كان قادراً على التعرف على هذه المسافات قبل استعادة البصر باستخدام اللمس للتنقل ضمنها. 
كان برادفورد قادراً على معرفة الساعة بصرياً مباشرة بعد العملية. قبل الجراحة كان برادفورد يتعرف على الاشياء باللمس، وكذلك بعد استعادته للرؤية، فضل إغلاق عينيه للتعرف على الأدوات. توفي بعد عامين من عمليته بعد فترة طويلة من المرض، دون معرفة سبب محدد للوفاة. 

• مايكل ماي:
مايك ماي (متزلج) 
أصيب مايكل أو «مايك» ماي (مواليد 1954) بكف البصر بسبب انفجار كيميائي في سن الثالثة ولكنه استعاد الرؤية الجزئية في عام 2000، في سن 46، بعد عملية زراعة القرنية وإجراء الخلايا الجذعية الرائد من قبل طبيب العيون دانييل جود في سان فرانسيسكو. 
وقد أجريت له عملية زرع الخلايا الجذعية في عينه اليمنى عام 2001 عندما كان عمره 43 عامًا بعد 40 عامًا من فقدان البصر. وبحسب ما ورد تكيف بشكل جيد مع رؤيته المستعادة. 
- لا يزال ليس لديه القدرة على إدراك العمق. وعندما يبتعد الناس عنه، يرى أنهم يتقلصون حرفياً في الحجم.
- لديه مشاكل في تمييز وجوه الذكور ووجوه الإناث، والتعرف على التعبيرات العاطفية على الوجوه غير المألوفة.
تأثير فقدان البصر له تأثير في تطور القشرة البصرية للدماغ. يتسبب ضعف البصر في فقدان الفص القذالي لحساسيته في إدراك المفاهيم المكانية. اشار سوي ومورلي (2008) أنه بعد 7 أيام من الحرمان البصري، قد يحدث انخفاض في الرؤية.. ووجدوا أيضًا ضعفًا بصريًا متزايدًا مع الحرمان بعد 30 يومًا و 120 يومًا. تشير هذه الدراسة إلى أن وظيفة الدماغ تعتمد على المدخلات البصرية. فقد مايكل بصره في سن الثالثة، عندما كانت رؤيته لا تزال غير متطورة بالكامل لتمييز الأشكال أو الرسومات أو الصور بوضوح. سيكون من الصعب عليه أن يكون قادرًا على وصف العالم مقارنةً بشخص عادي البصر. على سبيل المثال، سيواجه مايكل صعوبة في التمييز بين الأشكال المعقدة والأبعاد واتجاهات الأشياء. افترضت حنان (2006) أن القشرة البصرية الزمنية تستخدم ذاكرة وخبرات سابقة لفهم الأشكال والألوان والأشكال. اقترحت أن التأثير طويل المدى لفقدان البصر على القشرة البصرية هو عدم التعرف على المفاهيم المكانية في عمر 3 سنوات، لم تصل حدة رؤية مايكل إلى حدة الرؤية لدى الشخص البالغ، لذلك لم يكن دماغه معرضًا تمامًا لكل الوضوح المحتمل للصور وضوء البيئة. هذا جعل من الصعب على مايكل أن يعيش حياة يومية طبيعية. أشار كوهين وآخرون (1997) أن كف البصر المبكر يسبب تطورًا ضعيفًا للقشرة البصرية نتيجة انخفاض في التطور الحسي الجسدي. اقترحت هذه الدراسة أن فقدان البصر لمايكل على المدى الطويل يؤثر على قدرته على التمييز بين وجوه الذكور والإناث، والتعرف على الصور والصور. على الرغم من الجراحة التي أجريت على عينه اليمنى، فإن رؤيته المستعادة حديثًا، بعد كف البصر الذي استمر أربعين عامًا، لا تتعافى تماماً. يشير ثينوس_بلانك وشونيت (1997) إلى أن الأشخاص المكفوفين في وقت مبكر يُظهرون قدرة محدودة في التمثيل المكاني. لا يزال مايكل يكافح لتحديد الصور أو الرسوم التوضيحية. أدى ضعف قشرته البصرية، بسبب فقدان بصره في سن مبكرة جدًا، إلى ظهور خلايا قشرة بصرية لا تستخدم المحفزات في محيطه. كوهين وآخرون. اقترح (1997) أنه في سن مبكرة، طور الأشخاص المكفوفين دوافع قوية لمهام التمييز اللمسية. وادى فقدان البصر المبكر لمايكل في تطور حاستي السمع واللمس. في عام 2006، الف الكاتب روبرت كورسون كتابًا في مايو، Crashing Through في آيار عام 2017، مستوحا من مقالة Esquire ، 12) والتي يتم تحويلها إلى صورة متحركة . . 
• شيرل جينينغز:

أصيب شير جينينغز (1940-2003) بكف البصر بسبب المرض عندما كان طفلا صغيرا. استعاد رؤيته جزئيا بعد عملية جراحية في عام 1991 أعادت رؤيته، ولكن مثل برادفورد ومايو، وجد جينينغز صعوبة في الانتقال إلى استخدام البصر. في عام 1992، أدى مرض الالتهاب الرئوي إلى معاناته من نقص الأكسجين وثم فقدان جينينغز رؤيته مرة أخرى. . 
• شاندر هيريان:
-عام 2011، نشرت صحيفة الجارديان قصة عن شاندر هيريان، الذي أصيب بكف البصر بسبب المرض في سن الرابعة عشرة وتعافى تمامًا بعد عملية جراحية في منتصف العمر. 

## التاريخ الحديث
و في الآونة الأخيرة، تم علاج حالة أخرى تسمى توسع الحدقة الولادي مع الجراحة الترميمية باستخدام الغشاء من الكيس الذي يحيط الجنين مع زرع الخلاياالجذعية في العين . [15] في عام 2003 , تم إجراء عملية شبكة العين الاصطناعية لثلاثة أشخاص بنجاح من قبل الباحثين في جامعة جنوب كايفورنيا .
ارتدى كل مريض نظارات مع كاميرات مزودة بفيديو مصغر تنقل إشارات إلى الشبكية المزروعة (والتي حجمها4 مم في 5 مم) عبر جهاز استقبال لاسلكي مثبت خلف الأذن . [16] .